# Gofa jezik
Gofa jezik (ISO 639-3: gof), novopriznati omotski jezik centralnoometske podskupine, koji je nastao podjelom gamo-gofa-dawro jezika na tri zasebna jezika, koji su do 2009. smatrani dijalektima kojima su se služili pripadnici istoimenih naroda Gofa, Dawro i Gamo.